# Поповичі (гміна)
Гміна Поповичі (пол. Gmina Popowice) — у 1934—1939 роках сільська гміна Польської республіки, Львівське воєводство, Перемишльський повіт. Центр — село Поповичі.
1 серпня 1934 р. було створено об'єднану сільську ґміну Поповичі в Перемишльському повіті Львівського воєводства внаслідок об'єднання дотогочасних (збережених від Австро-Угорщини) громад сіл (ґмін): Биків, Хідновичі, Храпличі, Циків, Вірочко, Гурко, Яксманичі, Коровники, Новосілки, Плешевичі, Поповичі, Перекопань, Рожубовичі, Селиська, Тишковичі.
У середині вересня 1939 року німці окупували територію ґміни, однак вже 26 вересня 1939 року мусіли відступити, оскільки за пактом Ріббентропа-Молотова вона належала до радянської зони впливу. За кілька місяців територія ввійшла до Перемишльського району Дрогобицької області. Наприкінці червня 1941, з початком Радянсько-німецької війни, територія знову була окупована німцями. В липні 1944 року радянські війська оволоділи цією територією. У березні 1945 року західна частина колишньої території гміни віддана Польщі (східна частина - села Биків, Новосілки, Плешевичі, Поповичі, Тишковичі, Хідновичі, Циків залишилися в межах УРСР). Основна маса місцевого українського населення була насильно переселена в СРСР в 1944-1946 р., решта під час операції «Вісла» в 1947 р. депортована на понімецькі землі.